# Juegos de las Islas de 1999
Los Juegos de las Islas en su VIII edición se celebraron en la isla de Gotland en Suecia entre el 26 de junio y el 2 de julio de 1999. En ellos participaron 22 islas miembros, que compitieron en 14 modalidades deportivas.

## Medallero
| Medallero | Medallero                 | Medallero | Medallero | Medallero | Medallero |
| Platz     | Isla(s)                   | O         | P         | B         | Total     |
| --------- | ------------------------- | --------- | --------- | --------- | --------- |
| 1         | Gotland                   | 37        | 27        | 29        | 93        |
| 2         | Guernsey                  | 27        | 27        | 31        | 85        |
| 3         | Jersey                    | 24        | 30        | 29        | 83        |
| 4         | Isla de Man               | 16        | 18        | 21        | 55        |
| 5         | Isla de Wight             | 13        | 17        | 10        | 40        |
| 6         | Islas Caimán              | 11        | 2         | 9         | 22        |
| 7         | Åland                     | 9         | 8         | 7         | 24        |
| 8         | Rodas                     | 8         | 9         | 4         | 21        |
| 9         | Islas Feroe               | 7         | 12        | 9         | 28        |
| 10        | Shetland                  | 6         | 3         | 8         | 17        |
| 11        | Saaremaa                  | 4         | 6         | 10        | 20        |
| 12        | Groenlandia               | 4         | 1         | 2         | 7         |
| 13        | Anglesey (Ynys Môn)       | 2         | 1         | 3         | 6         |
| 14        | Gibraltar                 | 1         | 5         | 3         | 9         |
| 15        | Islas Malvinas            | 1         | 2         | 3         | 6         |
| 16        | Órcadas                   | 0         | 1         | 1         | 2         |
| 17        | Alderney                  | 0         | 0         | 1         | 1         |
| 18        | Santa Helena              | 0         | 0         | 1         | 1         |
| -         | Isla del Príncipe Eduardo | 0         | 0         | 0         | 0         |
| -         | Frøya                     | 0         | 0         | 0         | 0         |
| -         | Hitra                     | 0         | 0         | 0         | 0         |
| -         | Sark                      | 0         | 0         | 0         | 0         |

## Deportes
| - Bádminton - ver resultados - Tiro con arco - ver resultados - Tenis de mesa - ver resultados (enlace roto disponible en Internet Archive; véase el historial, la primera versión y la última). - Vóleibol - ver resultados | - Fútbol - ver resultados - Atletismo - ver resultados - Golf - ver resultados - Baloncesto - ver resultados - Vela - ver resultados | - Tiro olímpico - ver resultados - Ciclismo - ver resultados - Natación - ver resultados - Tenis - ver resultados - Bowls - ver resultados (enlace roto disponible en Internet Archive; véase el historial, la primera versión y la última). |